# قائمة البعثات الدبلوماسية الكويتية

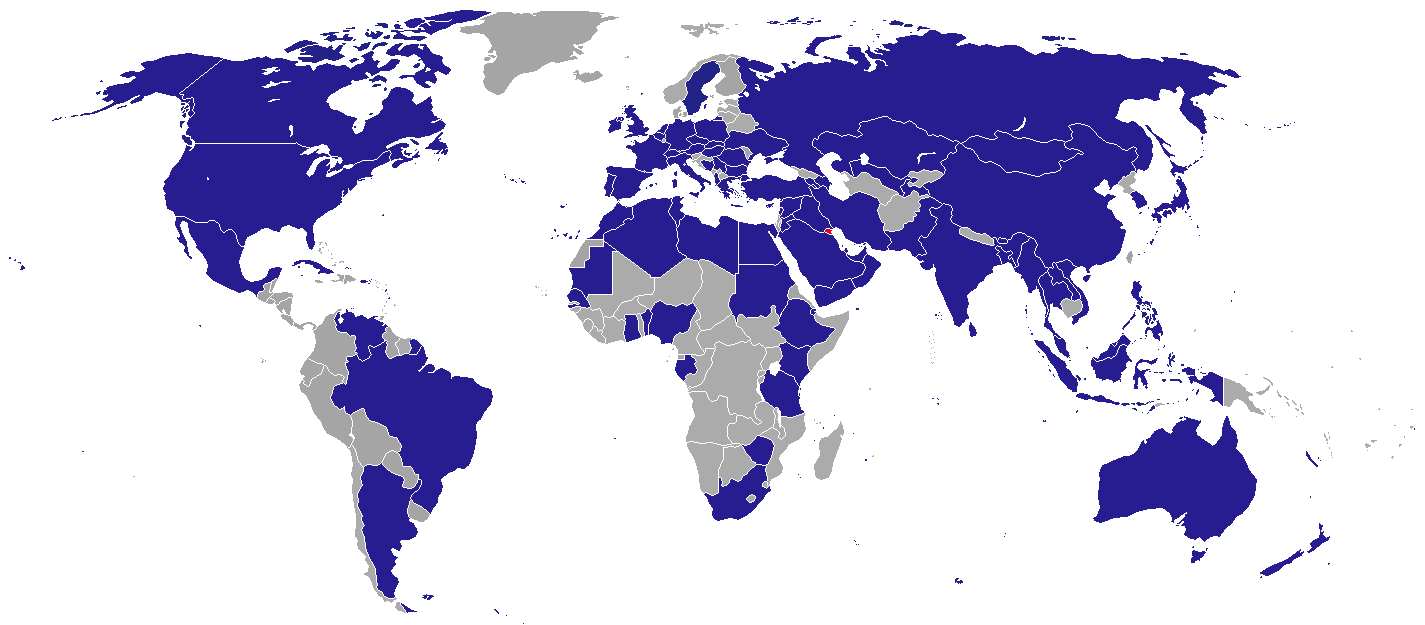
أماكن البعثات الدبلوماسية الكويتية في الخارج

هذه قائمة بالبعثات الدبلوماسية في الخارج لدولة الكويت.

## أوروبا

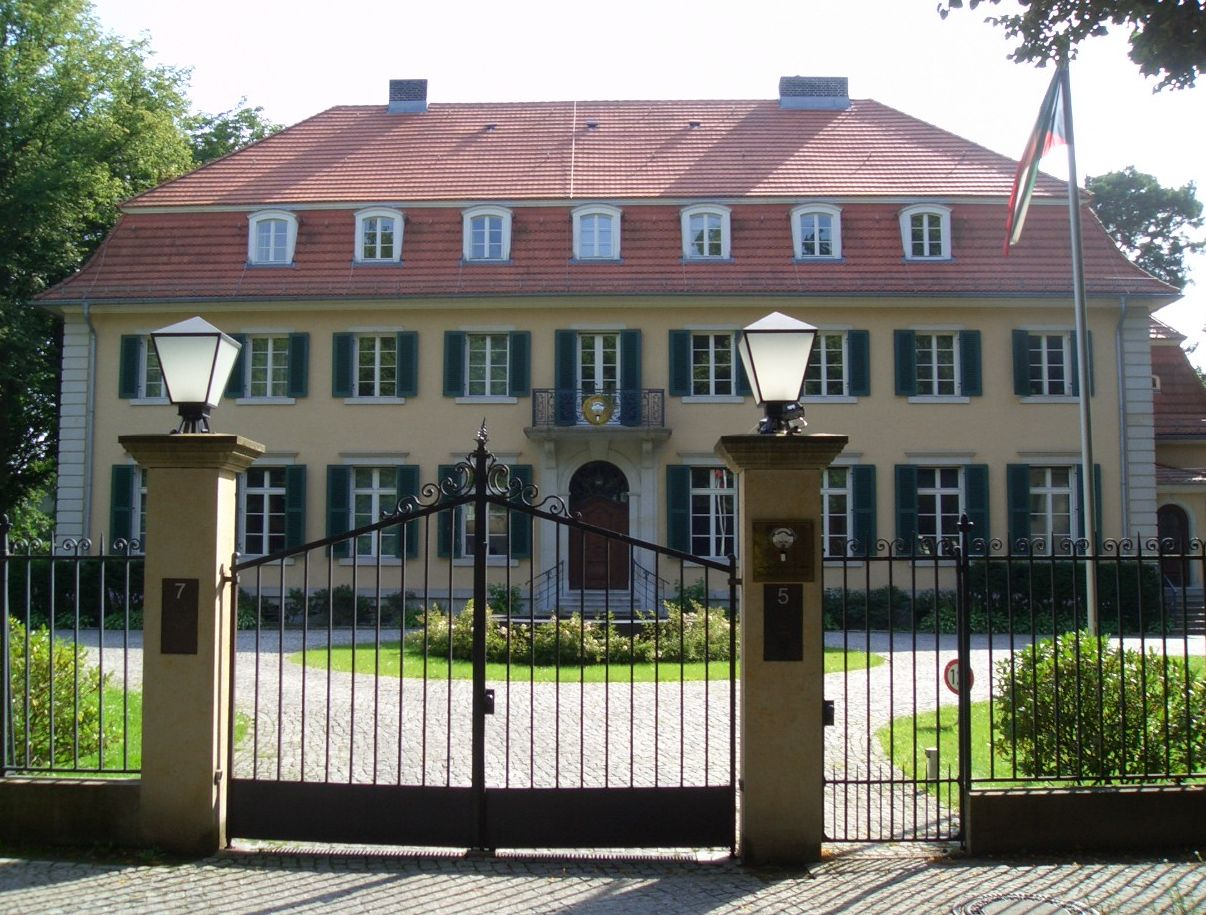
سفارة الكويت في برلين

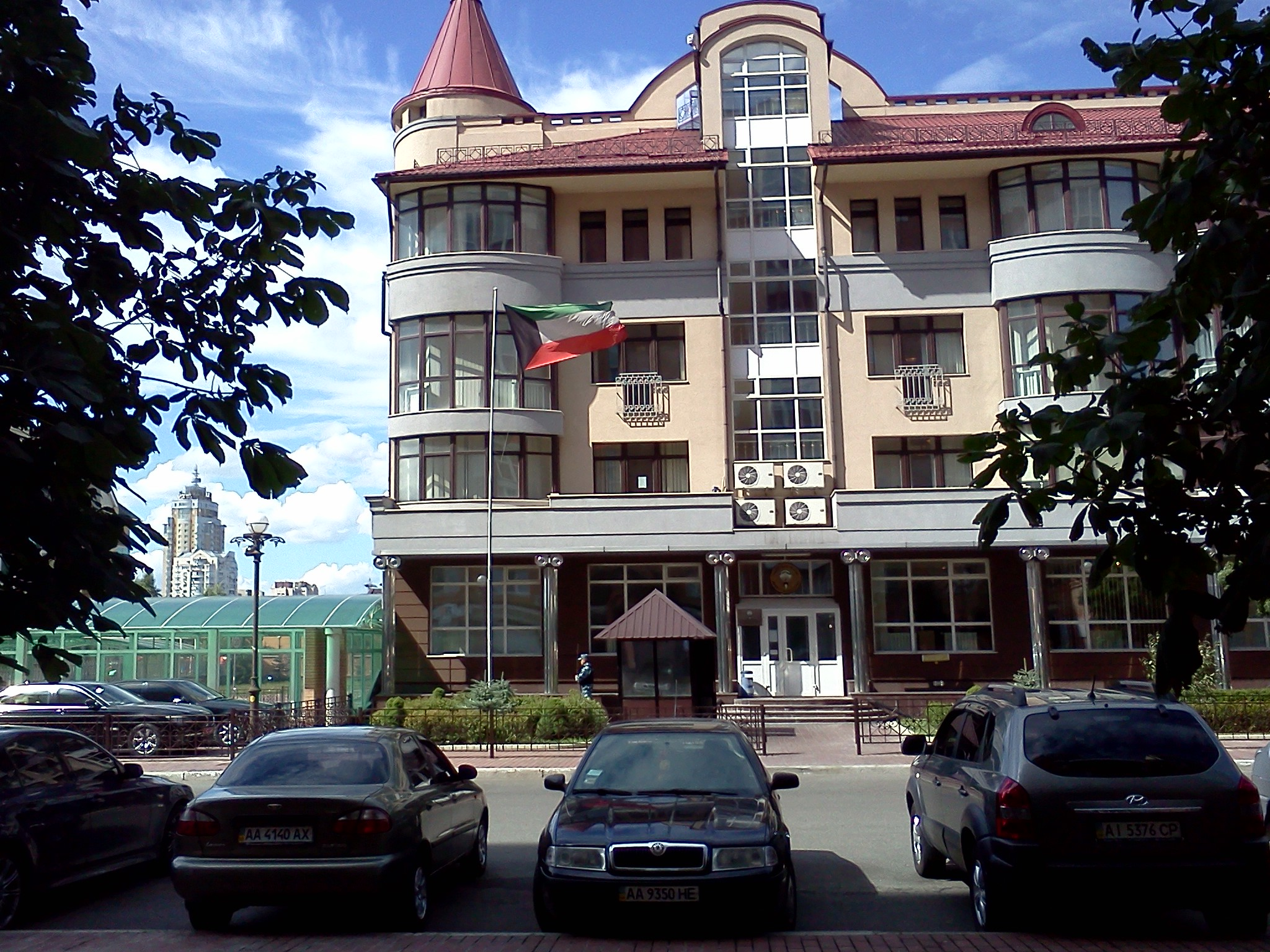
سفارة الكويت في كييف

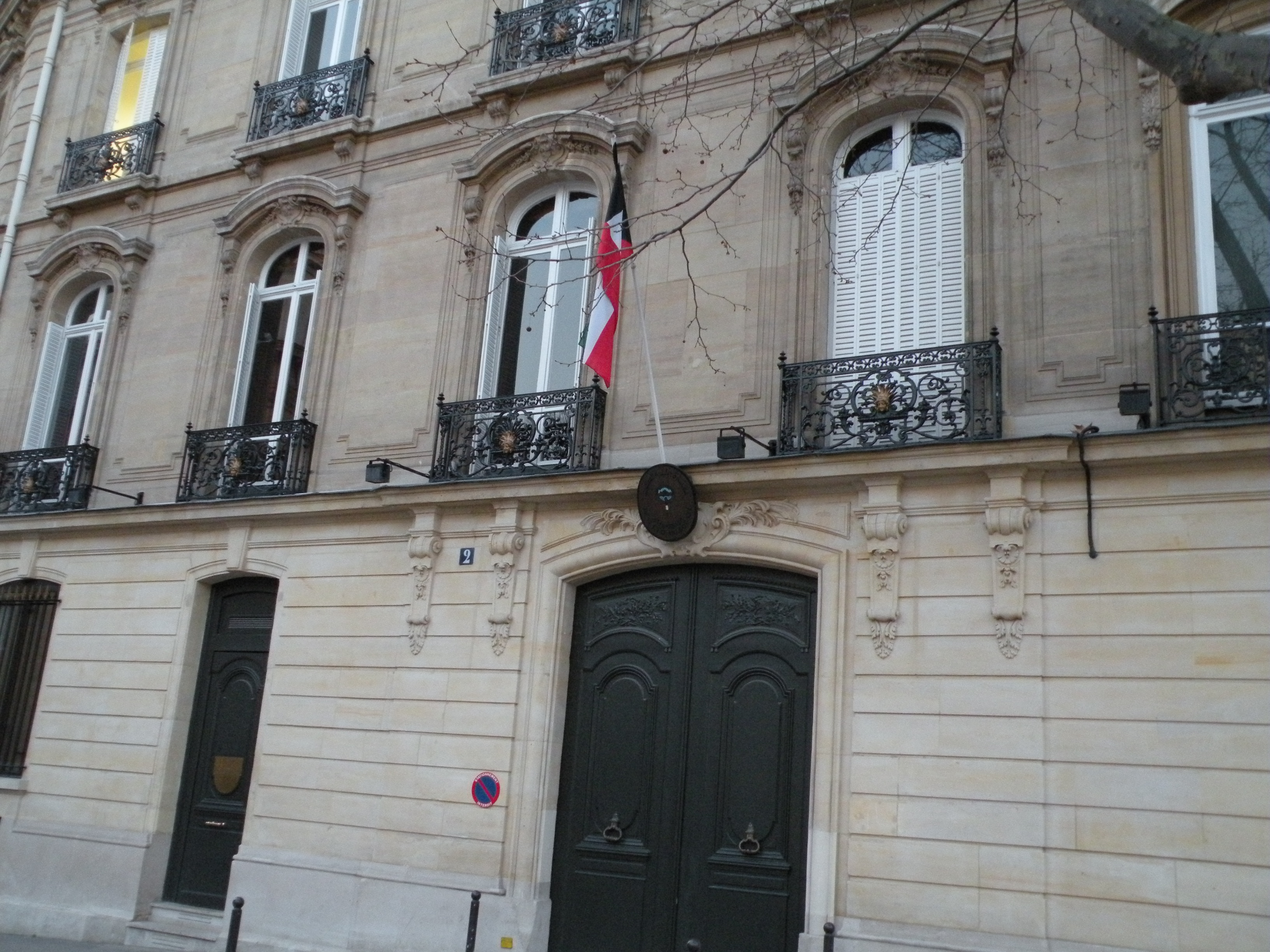
سفارة الكويت في باريس

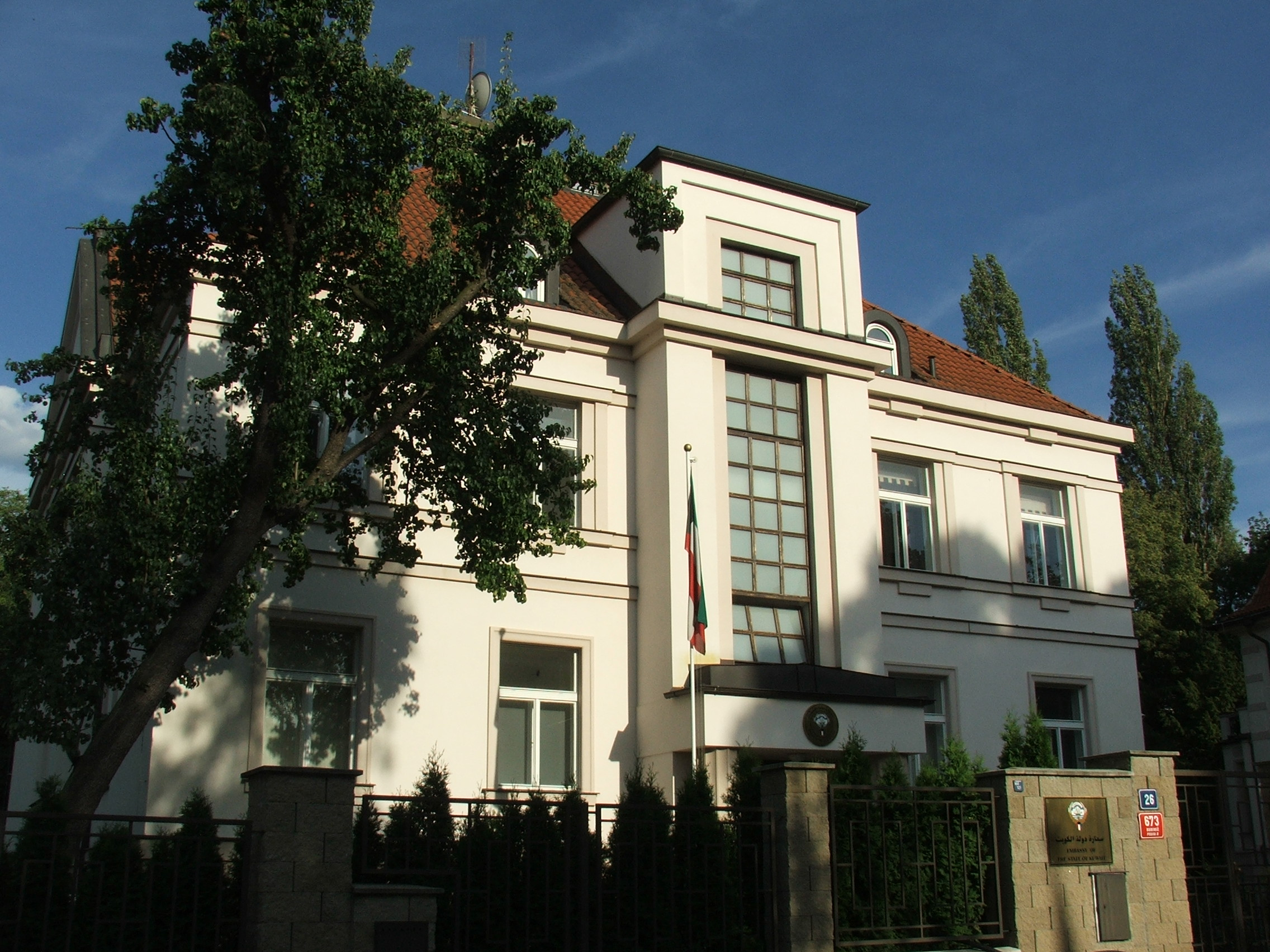
سفارة الكويت في براغ

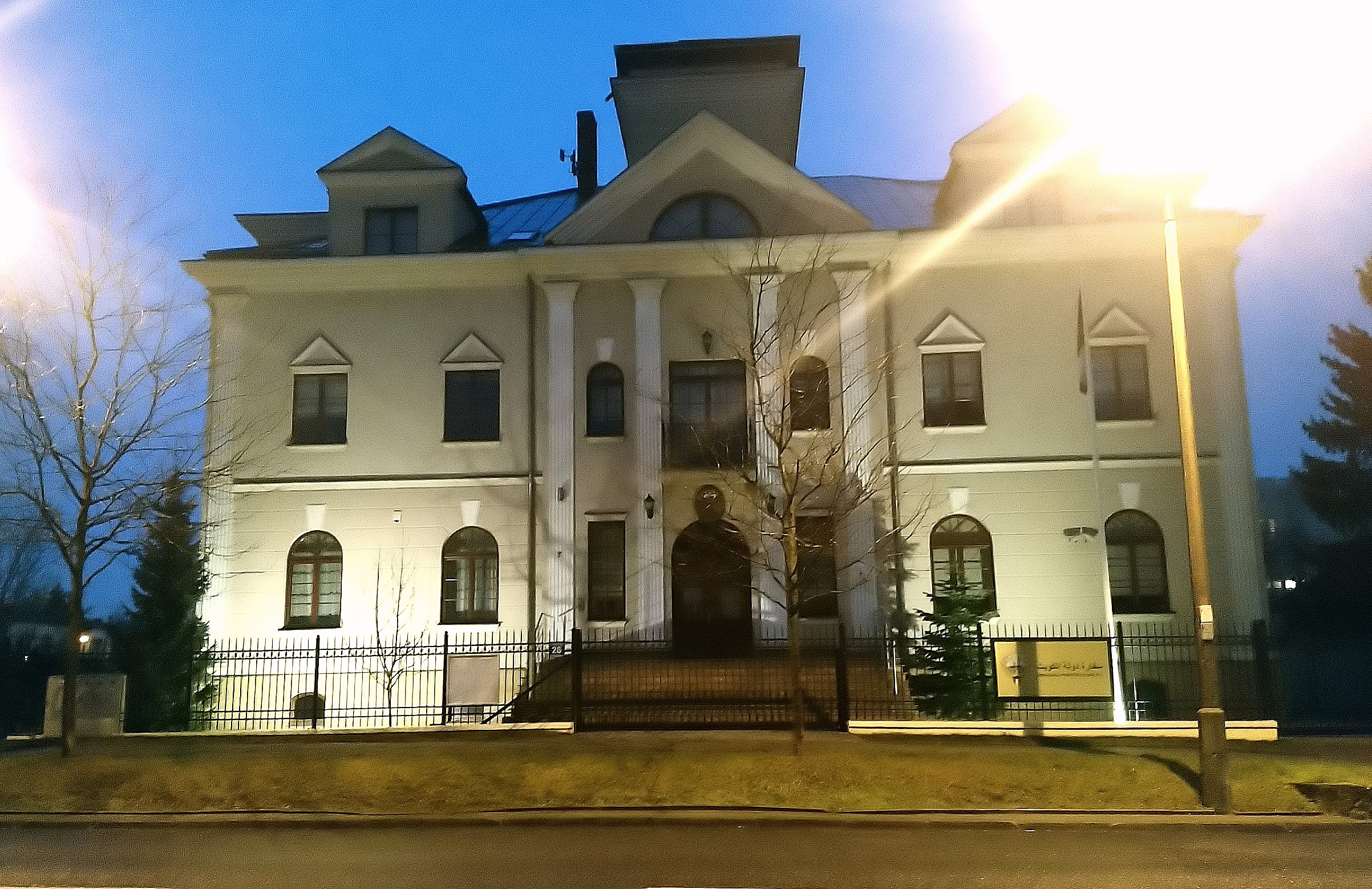
سفارة الكويت في وارسو

- ألبانيا
  - تيرانا (سفارة)
- أرمينيا
  - يريفان (سفارة)
- النمسا
  - فيينا (سفارة)
- بلجيكا
  - بروسيل (سفارة)
- بلغاريا
  - صوفيا (سفارة)
- قبرص
  - نيقوسيا (سفارة)
- جمهورية التشيك
  - براغ (سفارة)
- فرنسا
  - باريس (سفارة)
- ألمانيا
  - برلين (سفارة)
  - فرانكفورت (قنصلية)
- اليونان
  - أثينا (سفارة)
- إيطاليا
  - روما (سفارة)
  - ميلانو (قنصلية)
- مالطا
  - فاليتا (سفارة)
- هولندا
  - لاهاي (سفارة)
- بولندا
  - وارسو (سفارة)
- رومانيا
  - بوخارست (سفارة)
- روسيا
  - موسكو (سفارة)
- صربيا
  - بلغراد (سفارة)[1]
- إسبانيا
  - مدريد (سفارة)
- السويد
  - ستوكهولم (سفارة)
- سويسرا
  - برن (سفارة)
- أوكرانيا
  - كييف (سفارة)
- المملكة المتحدة
  - لندن (سفارة)

## أمريكا الشمالية

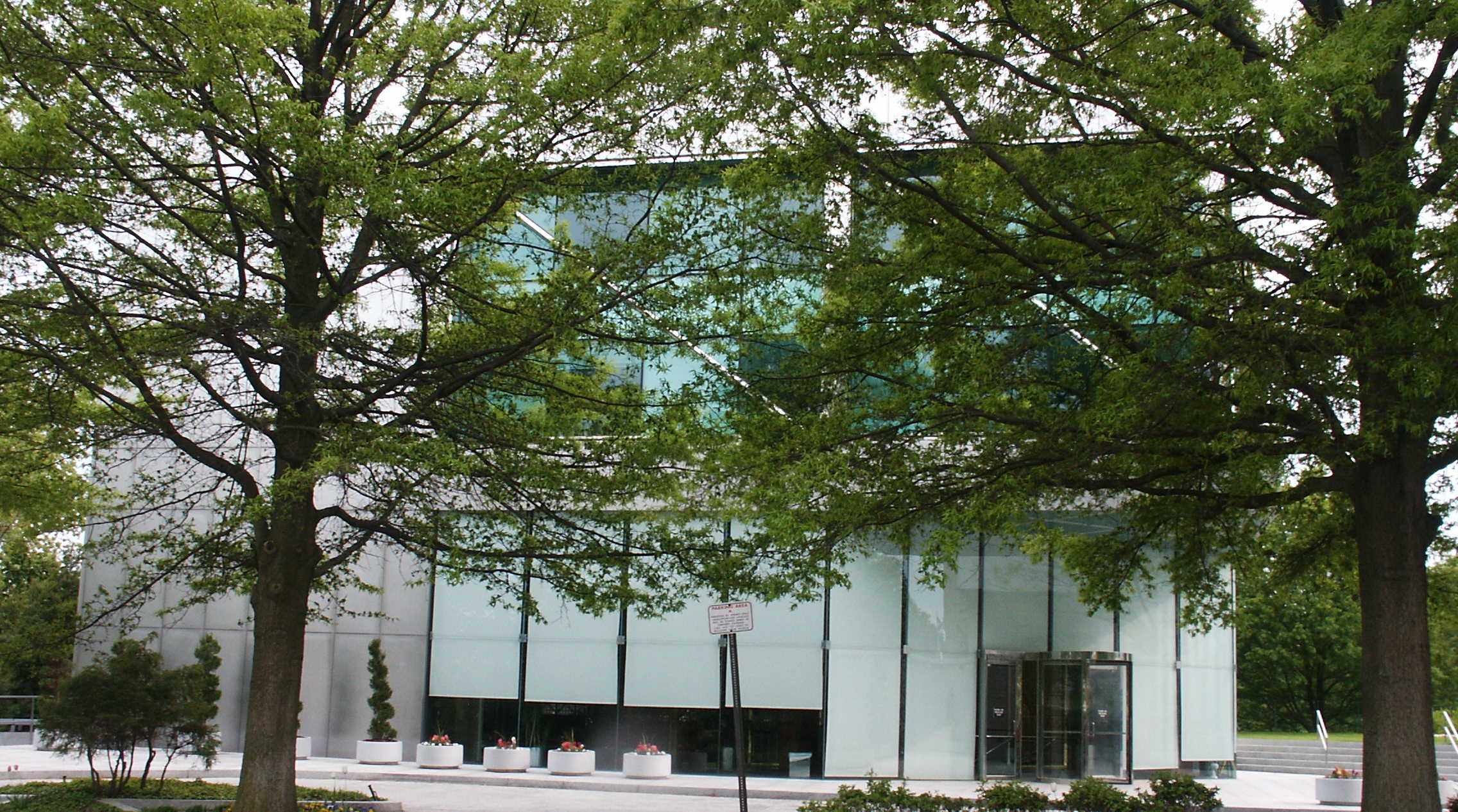
سفارة الكويت في واشنطن العاصمة

- كندا
  - أوتاوا (سفارة)
- المكسيك
  - مدينة مكسيكو (سفارة)
- الولايات المتحدة
  - واشنطن (سفارة)
  - لوس أنجيلوس (قنصلية)

## أمريكا الجنوبية
- الأرجنتين
  - بوينس آيرس (سفارة)
- البرازيل
  - برازيليا (سفارة)
- تشيلي
  - سانتياغو (سفارة)
- فنزويلا
  - كاراكاس (سفارة)

## أفريقيا
- الجزائر
  - الجزائر العاصمة (سفارة)
- إثيوبيا
  - أديس أبابا (سفارة)
- مصر
  - القاهرة (سفارة)
- إريتريا
  - أسمرة (سفارة)
- كينيا
  - نيروبي (سفارة)
- ليبيا
  - طرابلس (سفارة)
- المغرب
  - الرباط (سفارة)
- نيجيريا
  - أبوجا (سفارة)
- السنغال
  - داكار (سفارة)
- جنوب أفريقيا
  - بريتوريا (سفارة)
- السودان
  - خرطوم (سفارة)
- تونس
  - تونس العاصمة (سفارة)

## أسيا

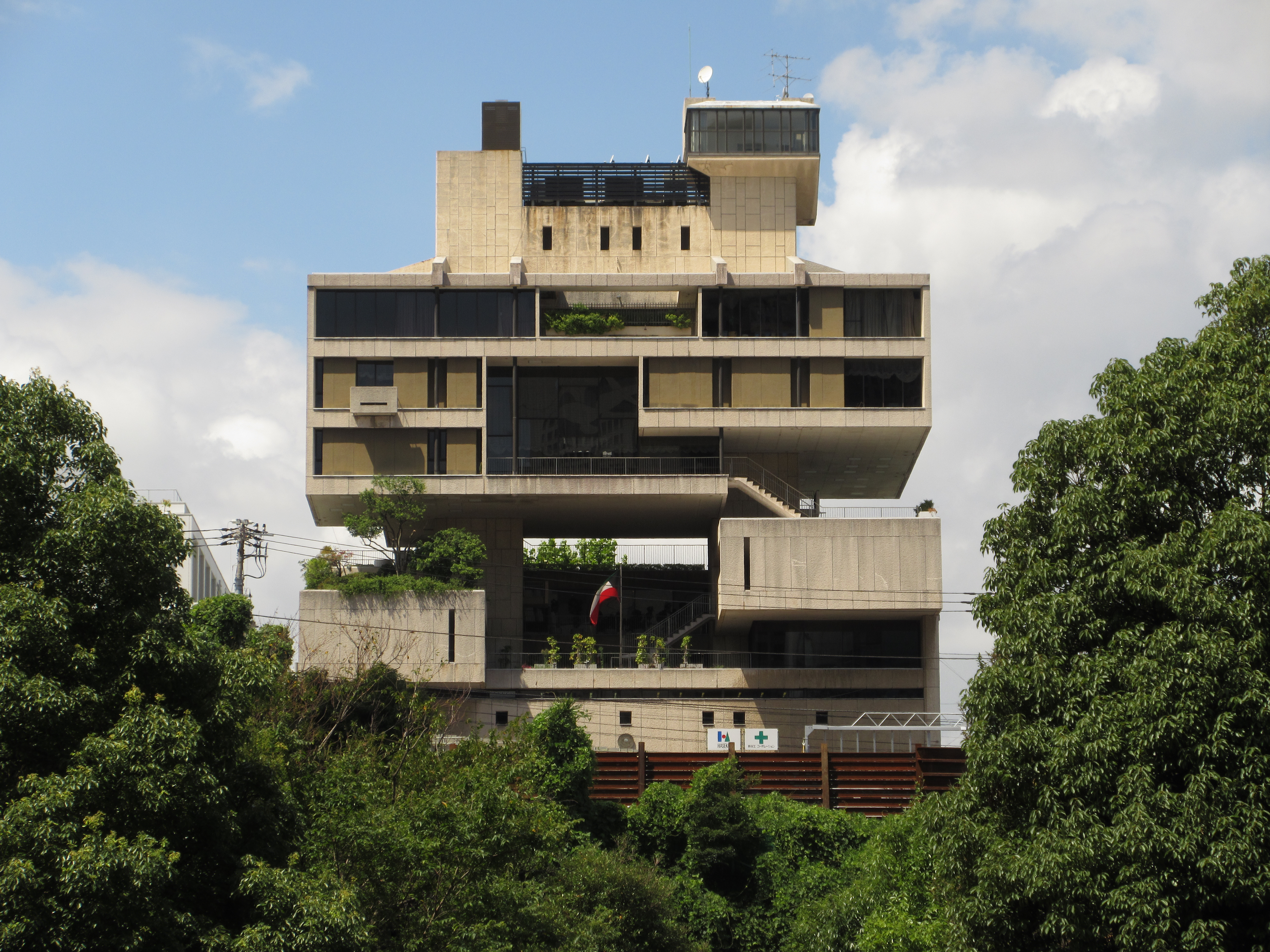
سفارة الكويت في طوكيو

- أذربيجان
  - باكو (سفارة)
- البحرين
  - المنامة (سفارة)
- بنغلاديش
  - دكا (سفارة)
- بوتان
  - تيمفو (سفارة)
- بروناي
  - بندر سري بكاوان (سفارة)
- كمبوديا
  - بنوم بنه (سفارة)
- الصين
  - بكين (سفارة)
  - قوانتشو (قنصلية)
  - هونغ كونغ (قنصلية)
- الهند
  - نيودلهي (سفارة)
  - مومباي (قنصلية)
- إندونيسيا
  - جاكارتا (سفارة)
- إيران
  - طهران (سفارة)
- العراق
  - بغداد (سفارة)
- اليابان
  - طوكيو (سفارة)
- الأردن
  - عمان (سفارة)
- كوريا الجنوبية
  - سيئول (سفارة)
- لاوس
  - فيينتيان (سفارة)
- لبنان
  - بيروت (سفارة)
- ماليزيا
  - كوالالمبور (سفارة)
- منغوليا
  - أولان باتور (سفارة)
- سلطنة عمان
  - مسقط (سفارة)
- باكستان
  - إسلام أباد (سفارة)
  - كراتشي (قنصلية)
- الفلبين
  - مانيلا (سفارة)
- قطر
  - الدوحة (سفارة)
- السعودية
  - الرياض (سفارة)
  - جدة (قنصلية)
- سنغافورة
  - سنغافورة (سفارة)
- سريلانكا
  - كولومبو (سفارة)
- سوريا
  - دمشق (سفارة)
- تايلاند
  - بانكوك (سفارة)
- تركيا
  - أنقرة (سفارة)
- الإمارات العربية المتحدة
  - أبوظبي (سفارة)
  - دبي (قنصلية)
- أوزبكستان
  - طشقند (سفارة)
- فيتنام
  - هانوي (سفارة)
- اليمن
  - صنعاء (سفارة)

## أوقيانوسيا
- أستراليا
  - كانبرا (سفارة)

## منظمات متعددة الأطراف
- القاهرة (مقر وفد الجامعة العربية)
- جينيف (مقر وفد الأمم المتحدة و المنظمات الدولية الأخرى)
- نيويورك (مقر البعثة الدائمة لدى الأمم المتحدة)
- باريس (مقر الوفد الدائم لدى اليونيسكو)